# Muromcewo
Muromcewo (ros. Муромцево) – osiedle typu miejskiego w obwodzie omskim, centrum administracyjne rejonu rejonu muromcewskiego. Przystań na rzece Tara. Znajduje się tu rejonowe muzeum historyczno-krajoznawcze.